# Limnephilus parvulus
Limnephilus parvulus là một loài Trichoptera trong họ Limnephilidae. Chúng phân bố ở miền Tân bắc.